# Borderline ensemble
Borderline Ensemble er et orkester, der skaber musik med improvisationstegnsproget soundpainting. Orkestret, som er det eneste af sin slags i Danmark, blev dannet i København i 2004 af Ketil Duckert og Gustav Rasmussen og består af flg. musikere:
- Ketil Duckert (soundpainter, dirigent og trompet)
- Gustav Rasmussen (soundpainter, dirigent og trombone)
- Bjørn Heebøll (trommer)
- Mike Taagehøj (kontrabas)
- Stephan Sieben (guitar)
- Anders Hjort (klaver)
- Kevin Christensen (trombone)
- Tobias Wiklund (trp)
- Niels Lyhne Løkkegaard (altsax)